# دوروتی هیندمن

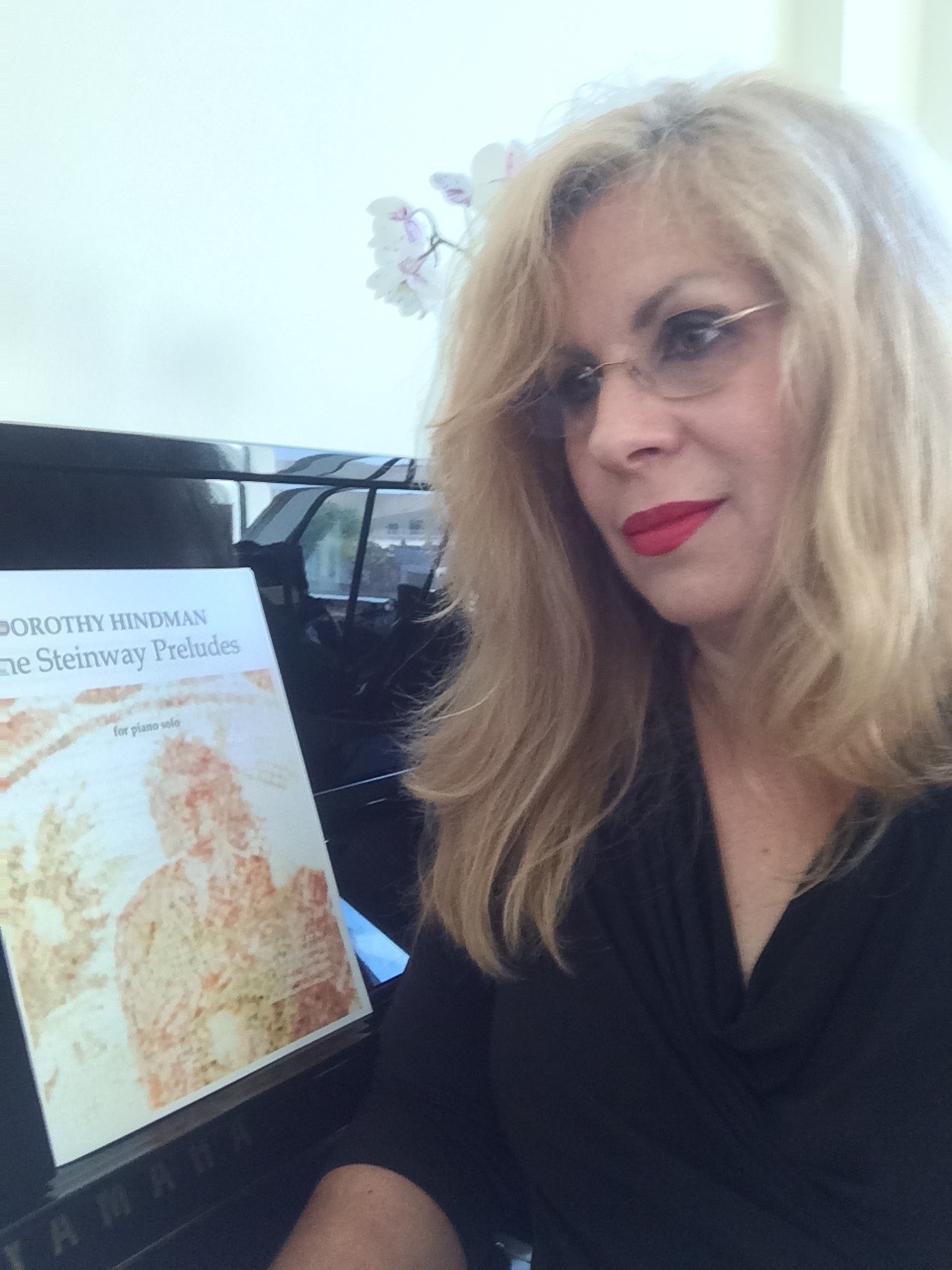
دوروتی هیندمن، میامی، مارس ۲۰۱۶

دوروتی هیندمن، (متولد ۱۳ مارس ۱۹۶۶ در میامی فلوریدا) آهنگساز و مدرس موسیقی آمریکایی است.

## گزیده آثار

### ارکستر
- پکن برای جوانان، ارکستر، ۱۹۸۹
- شهر سحر و جادو برای، ارکستر، ۱۹۹۹
- با آه بیش از حد عمیق برای کلمات … , کنسرتو برای ویلنسل و ارکستر ۲۰۰۰
- تنظیم قرن برای، ارکستر، ۲۰۰۳
- قشرها برای ارکستر ۲۰۰۴
- افسانه‌های شهری برای جوانان ارکستر در سه موومان: بچه نگهدار، راسول و قلاب ۲۰۰۹

### سولوهای سازی
- گفتگو با خود برای کلارینت، 1991[۱]
- به جلو نگاه به پشت، سوئیت پیانو، ۱۹۹۱–۹۲
- فراتر از ابر جهالت برای ماریمبا ۱۹۹۲
- برکشیدن عدد مجهول، برای تقویت ویولن سل، ۱۹۹۴–۹۵
- پژواک برای شیپور، ۱۹۹۶
- لرزش برای فلوت، ۱۹۹۸
- مدیریت زمان برای دودل باس ۲۰۰۴
- نقطه باریک، برای گیتار کلاسیک ۲۰۰۴
- Steinway مقدمات برای پیانو، ۲۰۰۴
- تورم برای ارگان ۲۰۰۵
- بهره‌برداری از کوره به زبان ضربی، 2006[۲]
- پژواک برای شیپور، ۲۰۱۱
- احساس خوبی دارم، برای گیتار کلاسیک ۲۰۱۳
- سواری خشن برای ویلون سل ۲۰۱۶

### اپرا
- جعبه پاندورا جوانان اپرا برای کودکان گروه کر و پیانو ۱۹۹۹
- لوئیز: داستان یک مگدالن، اپرا ۲۰۰۲